# Debeleț
Debeleț (bulgară Дебелец) este un oraș din nordul Bulgariei, parte a municipalității Veliko Târnovo, Regiunea Veliko Târnovo.

## Demografie
Componența etnică a orașului Debeleț
     Romi (1,9%)
     Turci (1,41%)
     Bulgari (90,97%)
     Nicio identificare (5,55%)
     Altele (0,14%)
La recensământul din 2011, populația orașului Debeleț era de 4.032 locuitori. Din punct de vedere etnic, majoritatea locuitorilor (90,97%) erau bulgari, existând și minorități de romi (1,9%) și turci (1,41%). Pentru 5,55% din locuitori nu este cunoscută apartenența etnică.